# Giro angular
El giro angular es una estructura del cerebro que ocupa la porción posterior de una circunvolución situada entre el surco intraparietal y la rama horizontal de la cisura de Silvio. La extensión hacia arriba de esta circunvolución recibe el nombre de circunvolución cuadrada.
El giro angular está relacionado con la interpretación del lenguaje humano al procesar y asignar un código común para la información visual y auditiva recibida, que luego será tratada en el área de Wernicke.[cita requerida]

## Imágenes adicionales

Representación tridimensional de los giros angulares derecho e izquierdo.